# Varón (Carballino)
Varón (llamada oficialmente San Fiz do Barón) es una parroquia española del municipio de Carballino, en la provincia de Orense, Galicia.

## Toponimia
La parroquia también es conocida por los nombres de San Félix de Varón y San Fiz de Varón.

## Historia
San Fiz do Varón es conocida por su iglesia, por lo cual toda la aldea es una parroquia eclesiástica gallega que está situada cerca del río de este mismo nombre que desemboca en el Avia.
En 1487 Varón tenía cinco vecinos y dependía del Monasterio de Oseira.
En 1914 el 24 de febrero hubo un ciclón que arrasó con toda la aldea causando desperfectos tanto en las propiedades, como en la Iglesia como en el cementerio.
En 1969 se inauguró la carretera de acceso a la Aldea.

## Organización territorial
La parroquia está formada por doce entidades de población, constando diez de ellas en el nomenclátor del Instituto Nacional de Estadística español:

### Entidades de población
Entidades de población que forman parte de la parroquia:
- Bifós
- Cabana
- El Campo (Campo)(O Campo)
- Elfe
- Fonteantigua (Fonteantiga)
- La Veiga (A Veiga)
- Serandín (Sarandín)
- Lodeiro
- Mesón
- Souto
- Varón Pequeño (Barón Pequeño)

### Despoblados
Despoblados que forman parte de la parroquia:
- Cima de Vila (Cimadevila)
- Covela

## Demografía
| Gráfica de evolución demográfica de Varón entre 2000 y 2022 |
|                                                             |
| Datos según el nomenclátor publicado por el INE.            |